# Marta Gastini

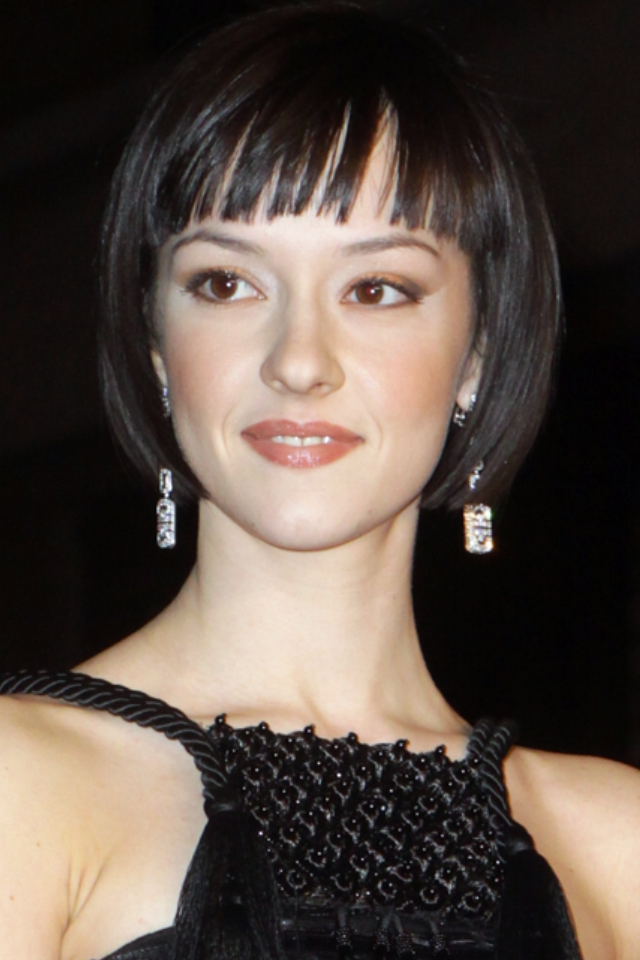
Marta Gastini (2011)

Marta Gastini (* 2. Oktober 1989 in Alessandria, Provinz Alessandria) ist eine italienische Schauspielerin.
Nach ihrer Ausbildung folgte ein Auftritt in der italienischen Fernsehserie Il Bene e il Male. Im gleichen Jahr drehte sie an der Seite von Terence Hill den Fernsehfilm L’uomo che cavalcava nel buio. Ihre erste Kinorolle hatte Marta Gastini 2009 in dem Film Io e Marilyn. 2011 war sie an der Seite von Anthony Hopkins in dem amerikanischen Horrorfilm The Rite – Das Ritual des Regisseurs Mikael Håfström zu sehen. In der im ZDF ausgestrahlten Miniserie Borgia verkörpert Marta Gastini Giulia Farnese, die Mätresse des berüchtigten Renaissancepapstes Alexander VI.
Seit 2008 engagiert sich Marta Gastini in der Christoffel-Blindenmission.

## Filmografie (Auswahl)
- 2009: Il Bene e il Male (Fernsehserie)
- 2009: L’uomo che cavalcava nel buio (Fernsehfilm)
- 2009: Io e Marilyn
- 2011: The Rite – Das Ritual (The Rite)
- 2011–2014: Borgia (Fernsehserie)
- 2012: Dracula 3D
- 2012: Evil Things
- 2014: La moglie del sarto
- 2016: Questi giorni
- 2016: Autumn Lights
- 2016: Sadie – Dunkle Begierde (Sadie)
- 2016: In the half-light (Kurzfilm)
- 2016: Lampedusa (Miniserie)
- 2017: Moglie e marito
- 2017: Two Black Coffees (Kurzfilm)
- 2018: L’Eroe
- 2019: Bentornato presidente
- 2019: The Tracker – Spuren der Rache (The Tracker)
- 2019: Portreti i Pambaruar
- 2020: Vera De Verdad
- 2021: Tutta Colpa di Freud (Fernsehserie)
- 2021: Black Parthenope
- 2022: Vier Gäste (Quattro metà)
- 2024: Zamora